# Eristalinus lineifacies
Eristalinus lineifacies är en tvåvingeart som först beskrevs av Charles Howard Curran 1939.  Eristalinus lineifacies ingår i släktet slamflugor, och familjen blomflugor.
Artens utbredningsområde är Kongo. Inga underarter finns listade i Catalogue of Life.